# Badstüberstraße (Rostock)

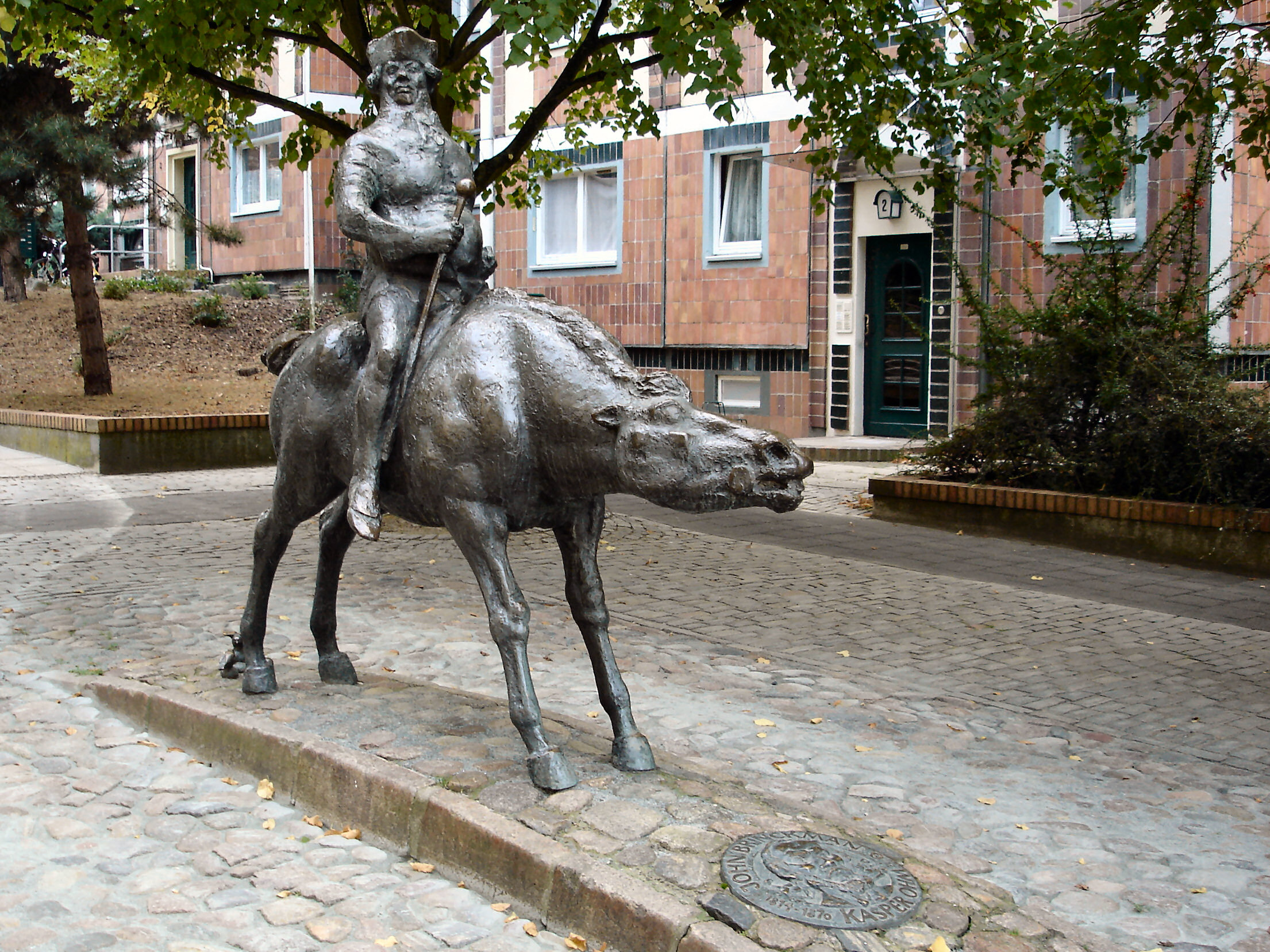
Figur Kasper Ohm von Jo Jastram in der Badstüberstraße

Die Rostocker Badstüberstraße ist eine historische Straße im Stadtkern der Hansestadt. Sie verbindet in Nord-Süd-Richtung die Strandstraße im Norden mit der Langen Straße im Süden. Die heute zum größten Teil zur Fußgängerzone ausgebaute Badstüberstraße war eine Straße der einstigen Rostocker Neustadt.

## Der heutige Verlauf
Von der Langen Straße im Süden kommend, kreuzt sich die Badstüberstraße zunächst mit der Straße An der Oberkante (westlich) bzw. der Grapengießerstraße (östlich). Sie ist neben dem Burgwall die einzige Möglichkeit für Kraftfahrer, die Lange Straße in nördliche Richtung zu verlassen. Anschließend setzt sich die Badstüberstraße als Fußgängerzone fort und kreuzt weiter nördlich die Aalstecherstraße (westlich) bzw. die Straße Auf der Huder (östlich). An ihrem nördlichen Ende trifft sie auf die Strandstraße.

## Geschichte
In der ursprünglich gitternetzförmigen Straßenanordnung der ehemaligen Rostocker Neustadt und der nördlichen Mittelstadt war sie eine von neun Straßen, die den Stadthafen am Strande, sprich der Unterwarnow, mit der Langen Straße beziehungsweise dem Neuen Markt miteinander verbanden. Diese zum Hafen führenden Straßen, die sich zwischen der westlichen Stadtmauer und der Grube, der heutigen Grubenstraße im Osten befanden, waren von großer Wichtigkeit für eine Kaufmannsstadt wie Rostock. Gegenüber ihren östlichen Parallelstraßen war die Badstüberstraße allerdings von ungleich geringerer Bedeutung, was dadurch belegt wird, dass sie nicht nach Kaufmannsfamilien, sondern nach einem Beruf benannt wurde.
Im Jahre 1271 als badstövere strate ersterwähnt, bezog sie ihren Namen von den Badstövern – „Badstübern“ –, die Verwalter öffentlicher Badestuben waren. Von dieser Einrichtung gab es in der Badstüberstraße, aber auch an anderen Orten der Stadt, mehrere. Öffentliche Badestuben waren im Mittelalter sehr beliebt, so gibt es in fünf weiteren Städten Mecklenburg-Vorpommerns Straßen gleichen Namens, beispielsweise in Stralsund, Anklam oder Grimmen.
Am Strande wurde die Badstüber Straße durch das Badstüber Tor begrenzt, durch welches man auf eine Kaufmannsbrücke namens Badstüberbrücke gelangte. Diese Brücken waren hölzerne Landungsstege, die es Schiffen ermöglichten anzulegen.
Die Badstüberstraße war vom Mittelalter bis in das 19. Jahrhundert Domizil von Schiffern und Bootsmännern, die vorwiegend in kleinen Buden lebten. Die Südseite der Straße diente zudem als Hinterhof der Straßen an der Langen Straße. Wegen dieser zwei Faktoren war die Bebauung der Badstüberstraße nicht sonderlich repräsentativ.
In den Bombennächten Ende April 1942 nahm die Badstüberstraße nur relativ geringen Schaden, abgesehen vom Mecklenburgischen Oberlandesgericht an der Ecke zur Langen Straße, allerdings ist die Altbausubstanz in den kommenden Jahrzehnten, wie in der gesamten Nördlichen Altstadt, (das Gebiet zwischen Langer Straße und Stadthafen, nicht zu verwechseln mit der historischen Rostocker Altstadt) sehr stark vernachlässigt worden. Ab 1978 wurde in der Badstüberstraße schließlich eine sogenannte Flächensanierung, sprich ein Totalabriss, durchgeführt. Anschließend errichtet man das Gebiet mit Häusern in modifizierter Plattenbauweise neu. Diese Häuser sollen in Größe und Form an hansische Giebelhäuser erinnern. Die historische Straßenführung wurde im Wesentlichen beibehalten, allerdings sind der Verlauf von historischer und heutiger Badstüberstraße nicht identisch.
Das einzige historische Gebäude befindet sich in der Badstüberstraße 6. Es handelt sich um einen außergewöhnlich großen, zu Wohnzwecken umgebauten Speicher aus der Zeit um 1800.
Heute sind die Badstüberstraße und ihre Umgebung eine ruhige und attraktive Wohngegend.